# Volcà d'Atitlan
El volcà d'Atitlan és un estratovolcà gran, cònic i actiu, adjacent a la caldera volcànica del llac d'Atitlan als Highlands de Guatemala, a la Sierra Madre de Chiapas. El cim s'eleva fins als 3.535 msnm. S'han documentat una dotzena d'erupcions entre 1469 i 1853, any de la darrera erupció. El llac d'Atitlán està vorejat pels volcans San Pedro i Tolimán.